# Corydalis alaschanica
Corydalis alaschanica är en vallmoväxtart som först beskrevs av Carl Maximowicz, och fick sitt nu gällande namn av G.A. Peshkova. Corydalis alaschanica ingår i släktet nunneörter, och familjen vallmoväxter. Inga underarter finns listade i Catalogue of Life.